# Mieszko Talarczyk
Mieszko Andrzej Talarczyk, född 23 december 1974 i Polen, död 26 december 2004, var en svensk sångare och gitarrist, mest känd som huvudsångare i det svenska grindcorebandet Nasum. Utöver sitt engagemang i Nasum var han en etablerad producent som drev studio med Mathias Färm. Han var också sångare i Krigshot, gitarrist i Charles Hårfager, sångare/gitarrist i Genocide SS och redaktör för fanzinet Scenkross.
I december 2004 åkte han på semester till Khao Lak i Thailand med sin flickvän och drunknade i tsunamikatastrofen. Hans flickvän skadades men överlevde. Hans kropp identifierades 17 februari 2005. Kort därefter las bandet Nasum ned eftersom de andra bandmedlemmarna inte ville fortsätta utan honom.

## Fotnoter
1. 1 2  Encyclopaedia Metallum: The Metal Archives, Encyclopaedia Metallum artist-ID: 16517, läst: 9 oktober 2017.[källa från Wikidata]
2. ↑  läs online, www.nasum.com  .[källa från Wikidata]